# 土俵

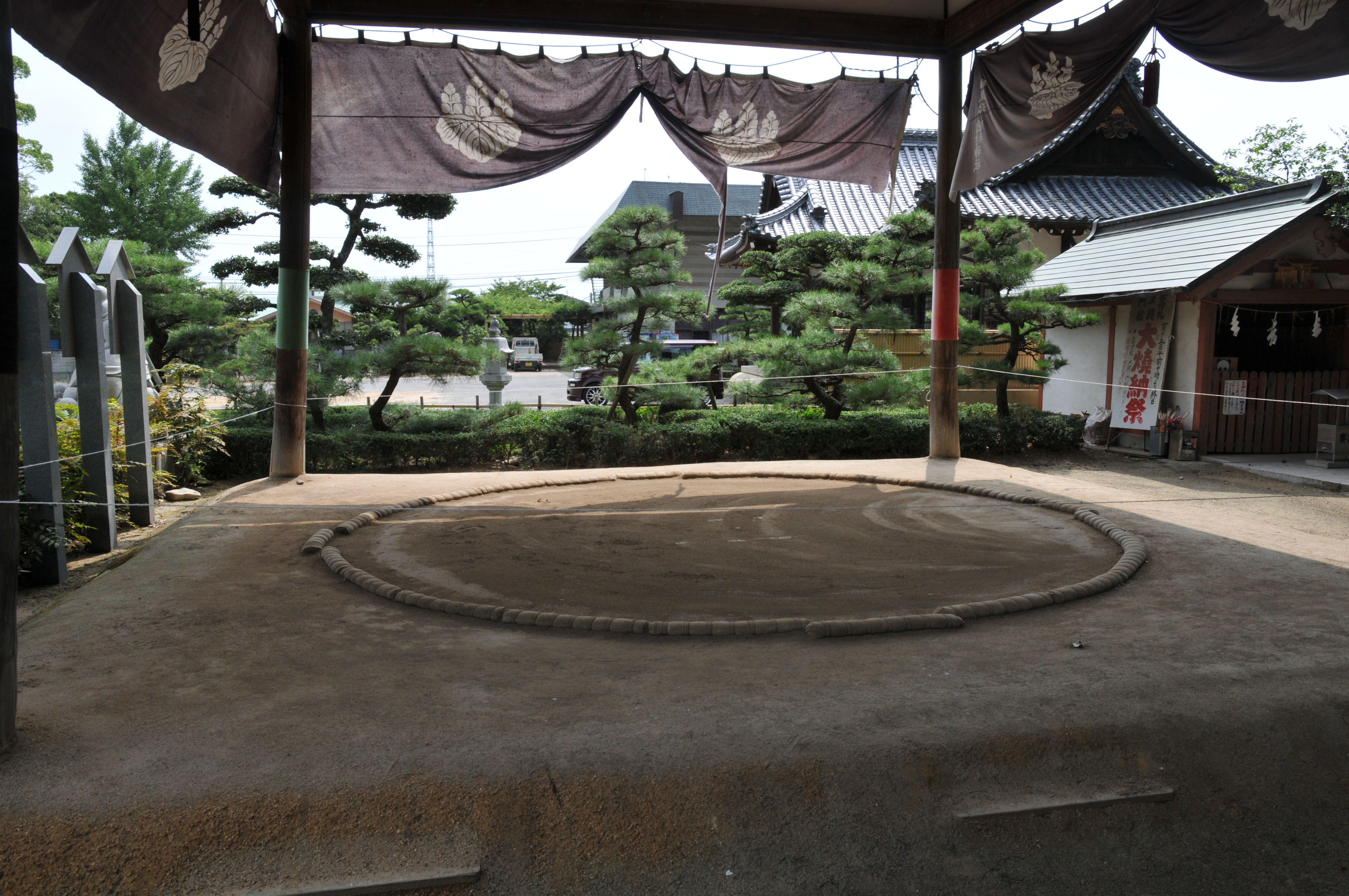
讃岐国一宮 田村神社 (香川県高松市) の相撲場

土俵（どひょう）とは、土を盛って作る相撲の競技場。本来は米俵を細く加工して土を詰めたものをいうが、相撲では盛土となっている土壇の部分も含めた全体を土俵という。
相撲の勝負規定では、原則として、土俵内では足の裏以外の体の一部が砂についた場合、土俵外では砂に体の一部がついた場合に負けとなる。ただ、古く節会相撲やその後の鎌倉時代以降の武人相撲では、相手を投げ倒すか、力士を取り囲む人垣を意味する人形屋（）に押し込んだ者が勝ちとされ、相手を土俵内で倒すか、土俵の外に出すという相撲技の大本が出来上がったのは、勝負の境界線としての円形の土俵が確立する江戸時代以降のことである。

## 構造

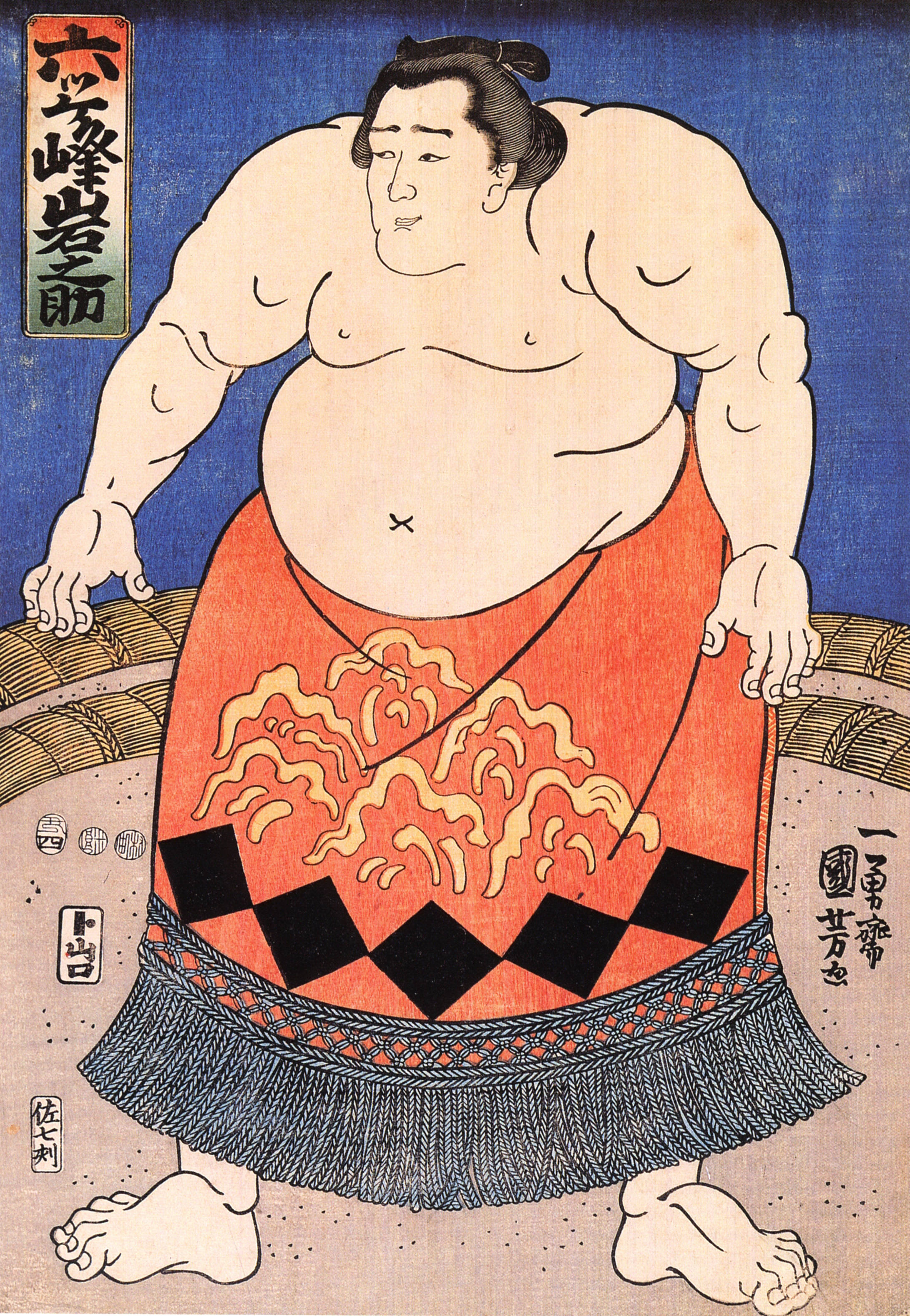
二重土俵

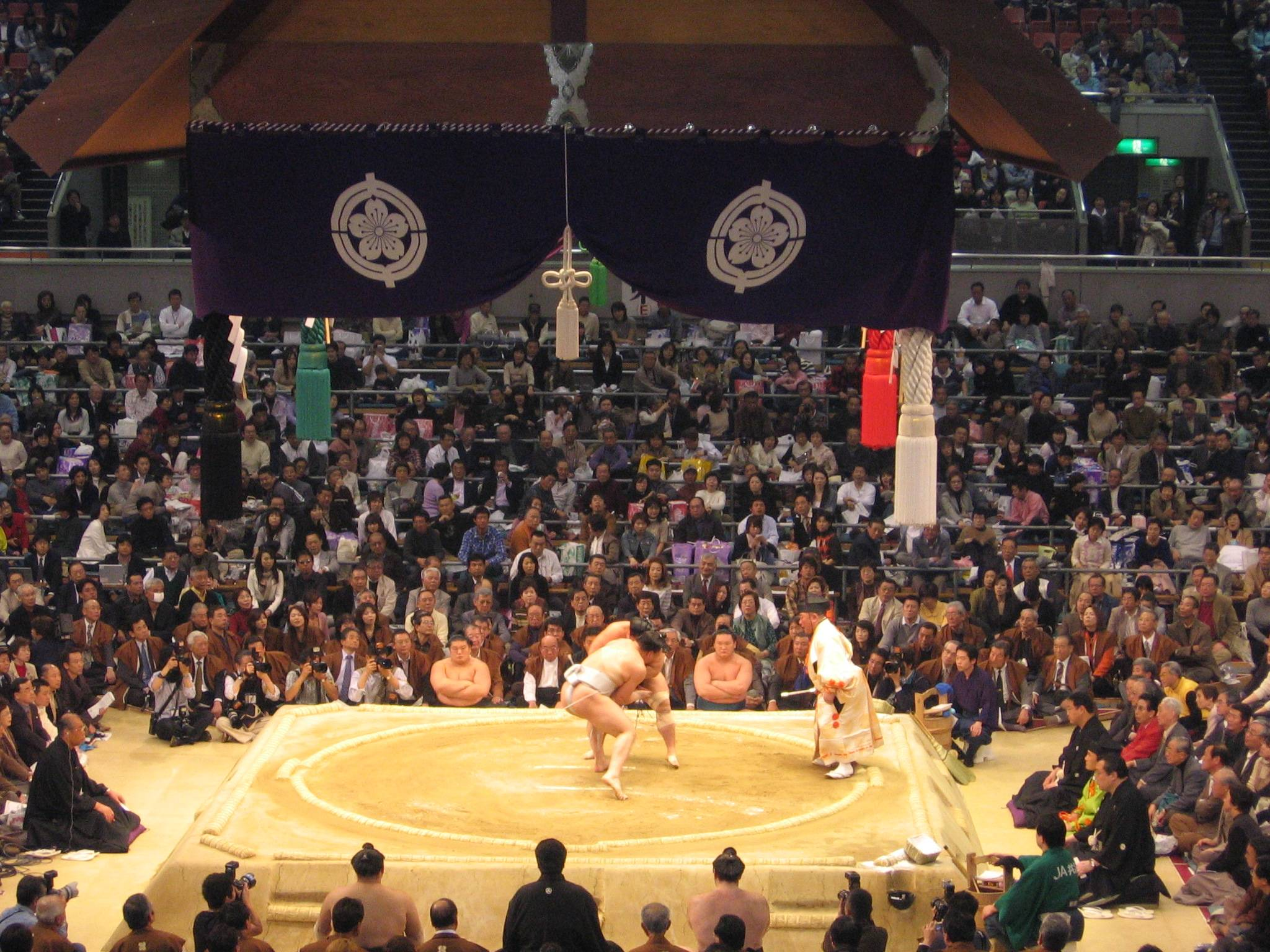
現在の土俵

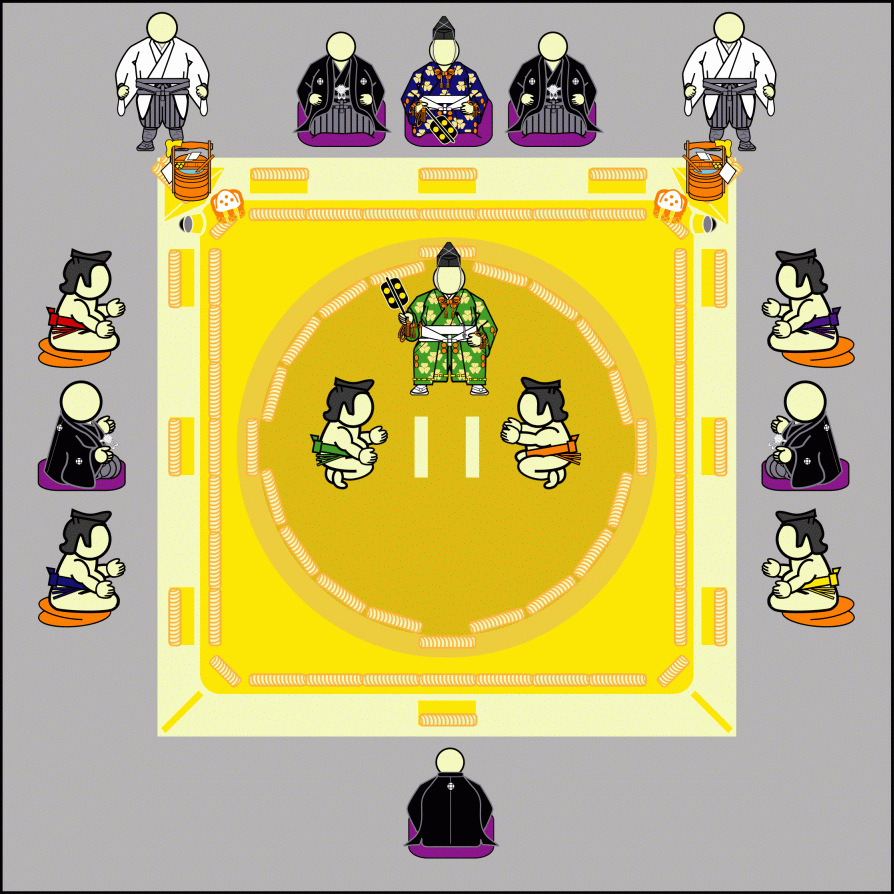
土俵と周囲の各配置

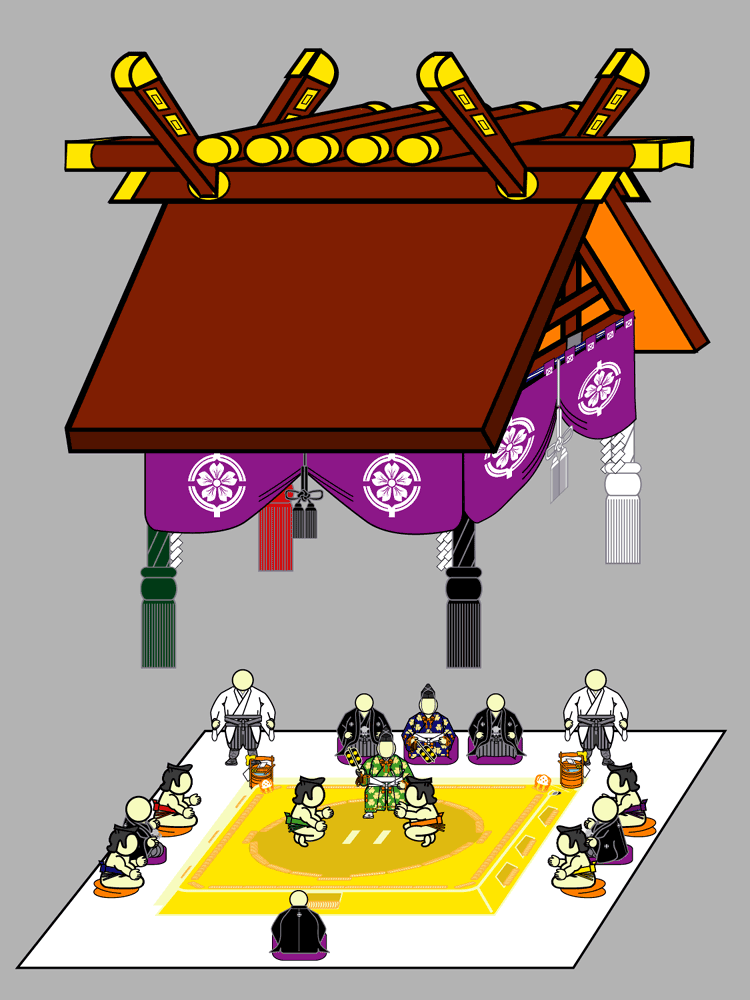
相撲競技場全体図

土俵の形状は丸土俵が一般的であるが、四角土俵が用いられたこともあった。丸土俵は「丸芝」、四角土俵は「角芝」あるいは「角土俵」ともいう。例えば岩手県の南部相撲について記した『相撲極伝之書』には、8種の相撲が記載されているが、遊覧相撲や追善相撲には四角土俵が用いられていた。岡山県勝央町植月地区では、角土俵による奉納相撲が小学校行事として現在も行われている。
また、土俵の盛土は一般的には一段であるが、歴史的には三段の三重土俵（三重丸土俵）や二段の二重土俵（二重丸土俵、蛇の目土俵）も用いられた。大相撲でも1931年（昭和6年）4月に二重土俵から一重土俵に改められた。
現代の大相撲において本場所で用いる土俵は、日本相撲協会の定める「土俵規定」に基づいて作られる。一辺が6.7メートル（22尺）の正方形に土を盛り、その中央に直径4.55メートル（15尺）の円が勝負俵（計16俵）で作られ、その円の東西南北4か所に徳俵（計4俵）と呼ばれる、俵1つ分の出っ張りが設けられている。円の外側には正方形の形で角俵（計28俵：各一辺7俵の俵）を配置、その正方形の角には、あげ俵（計4俵：各角にそれぞれ1俵）が配置され、土俵に上がる段のための踏み俵（計10俵：土俵の周りに東・西・南部分に各3俵、北部分に1俵）、南西・南東には力水のための水桶を置く水桶俵（計4俵：各2俵）が配置され、合計して66俵を使用する。俵は6分を地中に埋め、4分を地上に出す。土の硬さは四股を踏んでも足跡がつかない程度とされる。俵の外線が競技上の土俵内外の境界線となる。
勝負俵の内側には若干の砂質の土が撒かれている。力士の足首への負担を減らすなどの安全対策でもある。また、勝負俵の周囲にも円形に砂が撒かれている。これは勝負俵から力士の足が出たかどうか判別する時に砂に足跡が残り、審判が判定を下しやすいためでもある。これを蛇の目（じゃのめ）と呼ぶ。
土俵中央には幅6センチメートル、長さ90センチメートルの仕切り線が70センチメートル間隔で2本。エナメル・ペイントで描かれている。この仕切り線も呼び出しが描く。仕切り線は力士たちの取組によって踏み荒らされて剥がれてしまうため、2 - 3日に一度（1場所当たり5 - 7回）描き直しの作業が行われる。仕切り線は1928年1月場所から始まった日本放送協会ラジオの実況中継にあわせて設けられた。
大相撲の土俵は地面から俵の上部まで60センチメートル、俵を除けば土俵の上から下まで55センチメートルになるように作られているが、土俵の高さが落ちた時の怪我を生むという指摘もある。なお、国技館の土俵下周辺には1954年の9月場所 から力士が転落した際の怪我防止としてゴム系のクッション材が敷かれている。九州場所の土俵下は全6場所のうちでもっとも柔らかい素材が敷かれており、国技館よりも幅が広い。土俵の高さと土俵下の安全性については2019年11月場所終了後の記事でも親方衆の間で意見が分かれる。14代二子山は「条件は昔から変わっていない」「（九州場所の場合）東京より幅が広いから、むしろ着地しやすい」と指摘、15代浅香山は「ケガをしない高さで造られている」「ケガをするのは体の鍛え方や基礎運動が足りないから」と証言した。一方、7代立浪は「高さがない方がケガはしないんじゃない」「ケガのことだけ考えるなら、土俵の外をもっと広くしてもいい」と話し、8代安治川は「土俵の高さがあるから、土俵際をうまくつかえる」と主張した。
個々の俵（小俵）は米俵を開いて三分の一の細さとし、土を詰めて七か所を縄で結んだものである。高砂一門に属する部屋の稽古土俵には、俵を用いない「皿土俵」という形式が採用されている。
俵に太ももを打つことを角界の隠語で「メリケンが入る」という。

### 屋根・房

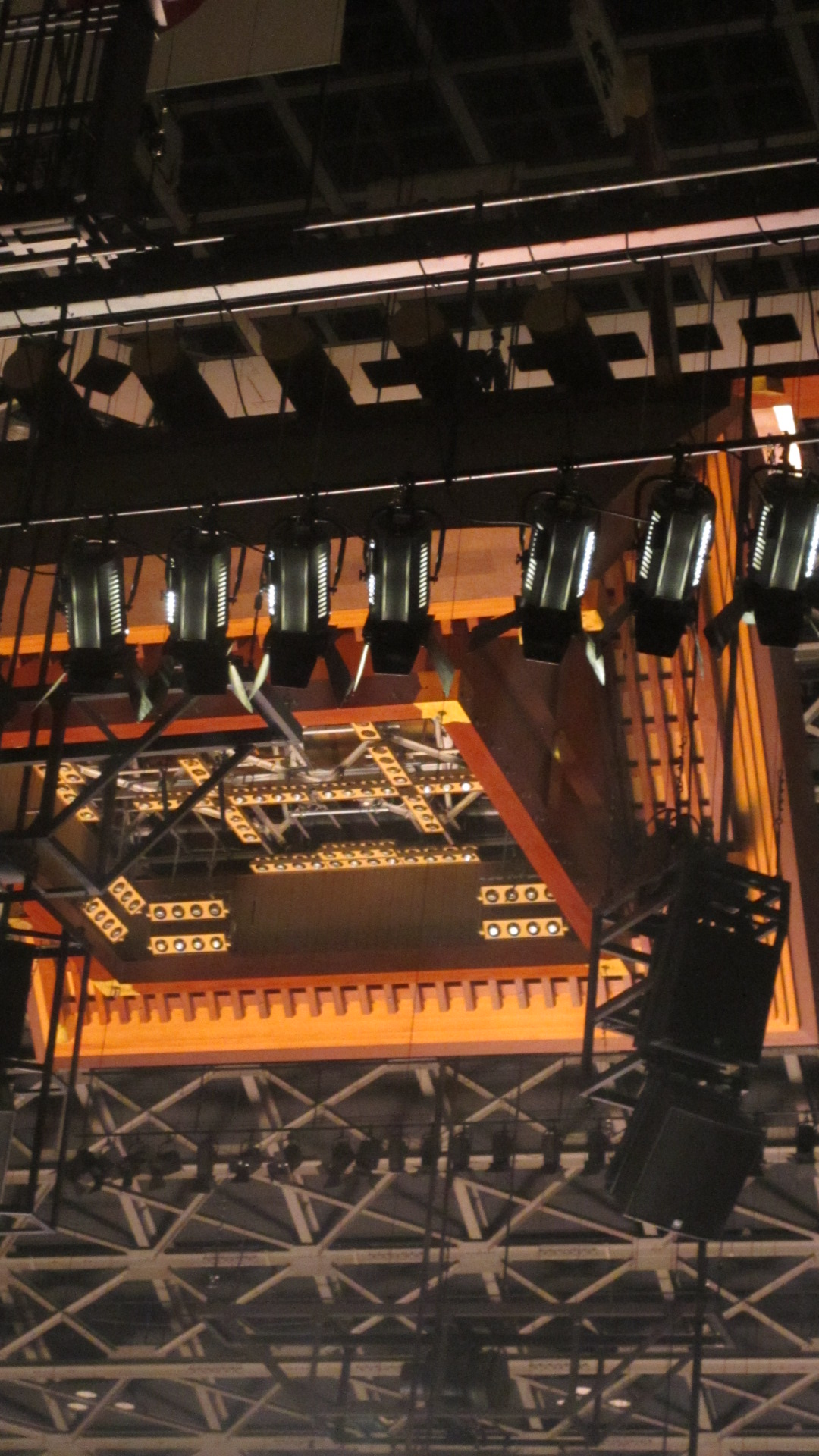
照明機材が並ぶ国技館の吊天井の裏側
相撲開催時以外は天井まで巻き上げられる。

本場所の土俵には神明造の吊屋根があり、四隅から四房が下がっており「屋形」と呼ばれることもある。吊屋根になる以前は四本柱の上にある屋根を「屋形」と呼んでいたが、1952年（昭和27年）の秋場所より四本柱が廃止され吊屋根となった。
屋根には紫色の水引幕と赤青白黒の四色の大きな房が付いている。後者は四本柱に巻きつけられていた同色の布の名残で、柱の代わりに太い房を吊るようになったものである。四色は五行説に基づくもので、四季や四方角の神を象徴し、東は青色（青房）で青龍、南は赤色（赤房）で朱雀、西は白色（白房）で虎（白虎）、北は黒色（黒房）で亀（玄武）を象徴する。四隅の房は絹糸を寄り合わせて作られ、サイズは2.3メートル、太さが70センチメートル、重さ25キログラムである。
両国国技館の吊屋根は、2本のワイヤーで上下させられる常設式のもので、相撲開催時以外は天井まで巻き上げられる。総重量は照明機材を含めて6.25トン。地方場所の会場（大阪府立体育会館・愛知国際アリーナ・福岡国際センター）の吊屋根は軽量の組立式で、場所が終わると分解され、各都市の倉庫に収納される。
本場所の屋根の裏には照明機材が備え付けられている。

### 土
日本相撲協会では「荒木田土」に統一している。元々は、国技館近くを流れる荒川流域の東京都内でも採れたが、現在の両国国技館では埼玉県川越市で採取された土が使われている。粘性が高く、砂が適度（30％程度）混じっていて滑りにくく、大きな砂利やゴミの混入がないものが選ばれている。これは土を盛ったとき型崩れしにくく、振動にも強いためでもある。総重量はおよそ45トン。
2017年名古屋場所までは年3回の地方場所ではそれぞれ開催地近郊の土を使っていたが、力士会から「滑りやすい」との指摘を受け、同年九州場所以降の地方場所でも川越から大阪・名古屋・福岡の各会場に輸送して使用される。
使用し終わった土は、力士がまく塩を含むため、産業廃棄物として処理される。

### 周辺用具
いずれも呼出が補充などを行う。
- 水桶 - 力水が入れられている。取っ手の横には力紙が吊るされている。蓋は2枚組となっており、一方の蓋を逆さまにしてもう一方に載せることでできる隙間はタオルを置く場所として使われる。
- 塩箱 - 縦横50センチメートル、高さ40センチメートルの箱。袋から出した塩をふるいに掛けこの箱に入れ水分を足して整える。東京開催の3場所と名古屋開催の場所で使用される塩は伯方の塩(粗塩)[16]。
- 竹籠 - 縦横22センチメートル、高さ11センチメートル、約5キログラムの塩が入る[17] 籠。塩箱から塩を取り東西の土俵隅に置く。

### 土俵作り
本場所で用いる土俵は呼び出しが毎場所手作業で、数日がかりで作る。地方場所では土台部分を含めすべて一から作り、場所が終わればすべて取り壊す。国技館では毎場所作り直すのは表面部分のみであり、土台部分は地下に収納し再利用する。その流れは以下の通り。
1. 土台作り - トラックで運び込まれた土を盛り上げ、専用の道具でたたき固める。
2. 円描き - 五寸釘と縄をコンパスのように用い、円を描く。
3. 俵入れ - 円に沿って土を削り、俵を埋める。角俵等も同様土を削り埋めていく。
4. 仕切り線を引く - 再度、土俵の表面を平らにならし、エナメルを塗って書き上げる。

完成すると、本場所の初日前日に土俵祭が行われる。本場所中も随時補修が行われる。
相撲部屋で使用される稽古用の土俵も、時間が経つにつれ表面が荒れ凸凹になる・俵が痛む（場合によっては腐ることもある）などの理由から、定期的に土俵崩しを行い土を掘り起こした上で再度作り直される。その際は呼出以外に所属の力士が総出で作業を行い、俵も新しいものに交換されるが、土は交換せずそのまま利用することが多い。地方場所で稽古場を借りるようなケースでは、場所前に稽古場に土俵を作り、場所が終わると土俵を崩して原状復帰する形となる。
巡業の場合は、会場の床の耐荷重等の問題や、土俵作りに使える時間（巡業では1日で全工程を終える必要がある）との兼ね合いから、台枠と土台となる固い発泡スチロールからなる「簡易土俵」を持参し、その枠の中に土を敷いて土俵を作る。

## 歴史

### 土俵の確立
相撲は古くは原始的な武技で、節会相撲や鎌倉時代以降の武人相撲では、相手を投げ倒すか、力士を取り囲む人垣を意味する人形屋（）に押し込んだ者が勝ちとされた
土俵は単に勝負を行う地点を意味したともいわれ、円形の土俵の導入については岩井播磨の土俵無用論と明石道寿の土俵必要論のような論争も存在した。
江戸で円形の土俵が確立するのは江戸勧進相撲が再開した貞享年間の頃とされ、これにより相手を土俵内で倒すか、土俵の外に出すという相撲技の大本が出来上がったとされる。
競技場としての土俵が日本全国に普及したのは天正年間から慶長年間とされる。

### 土俵の構造
昭和期に吊屋根になるまで、四本柱の上にある屋根を「屋形」と呼んでいた。ただ、江戸時代の絵図には、四本柱はあっても、屋根がないものもある。そのため四本柱とは異なり、屋根自体には特別な宗教的な「いわれ」はないとされる。
彦山光三は四本柱の起源について節会相撲の立会人を模したものとしているが（1952年9月9日付『読売新聞』）、この点は必ずしもはっきりしていない。
なお、地方の土俵にも四色柱はみられたが、南部相撲を描いた『南部絵巻物』では柱の一本が黄色になっている。地域によって色や方角に違いがあるが、絵師の間違いによるものか、巡業相撲では開催地の素人に土俵の構築を依頼することがあったため勘違いから生じたという指摘がある。
屋根について正徳4年（1714年）の『相撲家伝紗』は｢四本柱の上天井蓋あり｣としてイラストがあり、屋形は切妻造になっている。

### 近現代の変遷

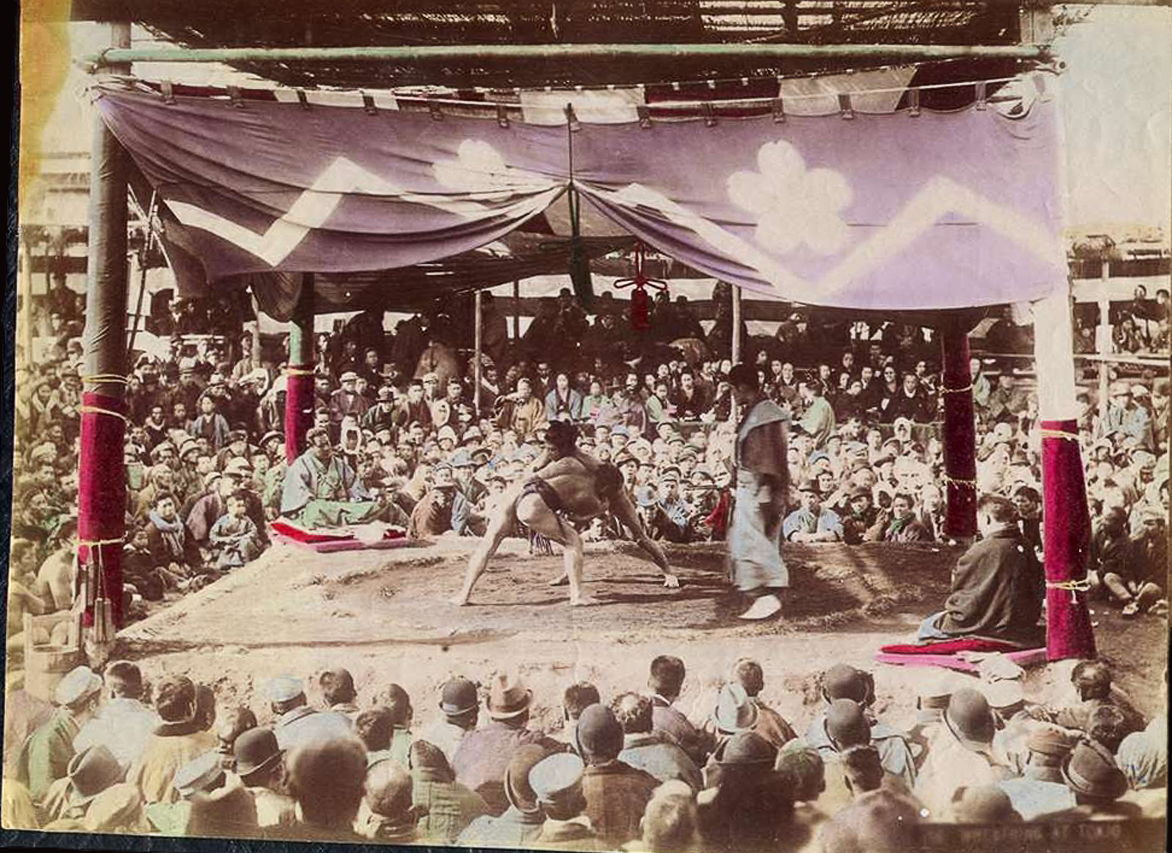
明治期の土俵

1909年（明治42年）、両国に旧国技館が開館した際、江戸時代から続く切妻造の屋形は四方向破風入母屋造に変更された。さらに明治時代に四方向破風は二方向破風に変更され、その時期には諸説あるが、新聞写真等から1910年（明治43年）6月場所前後（早くて1910年（明治43年）5月、遅くとも1911年（明治44年）1月）とみられている。その後、大正時代に火災等による焼失で屋外での開催となった際には屋形が切妻造だったこともある。
1928年（昭和3年）1月12日から日本放送協会のラジオ放送による大相撲中継が始まった際、放送時間内に勝負を収めるために、それまでは無制限だった仕切りに制限時間を設定。土俵に仕切り線を設けた。
1930年（昭和5年）と翌1931年（昭和6年）に宮城（皇居）内で天覧相撲が開催されたが、屋形や土俵の大きさが変更され本場所でも採用された。
まず、1930年（昭和5年）の天覧相撲の土俵で神明造の屋形が採用され、1931年（昭和6年）5月場所からは本場所でも神明造の屋形となった。また、1930年（昭和5年）3月場所では、観客の視界の妨げになること、力士の怪我の原因になることを理由に、土俵上に座っていた勝負検査役を土俵下におろし、5人とした。また方屋柱に塩桶をくくりつけた。
さらに、1931年（昭和6年）4月の天覧相撲の際、二重土俵の内円をなくし径4.55メートル（15尺）の一重土俵に変更された。俵の外側の蛇の目の砂は、元々二重土俵の俵の間に撒かれていたが、この時より俵の外側に撒かれる様になったものである。この土俵拡大は本場所にも採用され、1931年5月場所から取り入れられている。
天覧相撲での土俵拡大について出羽ノ海取締役は「吉田司家の記録も調べて戴いていろいろ研究した結果」としている（『東京朝日新聞』1931年4月30日）。男女ノ川、天竜、武蔵山、出羽ヶ嶽などの6尺（約182センチメートル）を優に超える大型力士が台頭したため、あまり早く勝負が決まらないようにして、少しでも相撲を面白く見せるためであったという説が有力である。

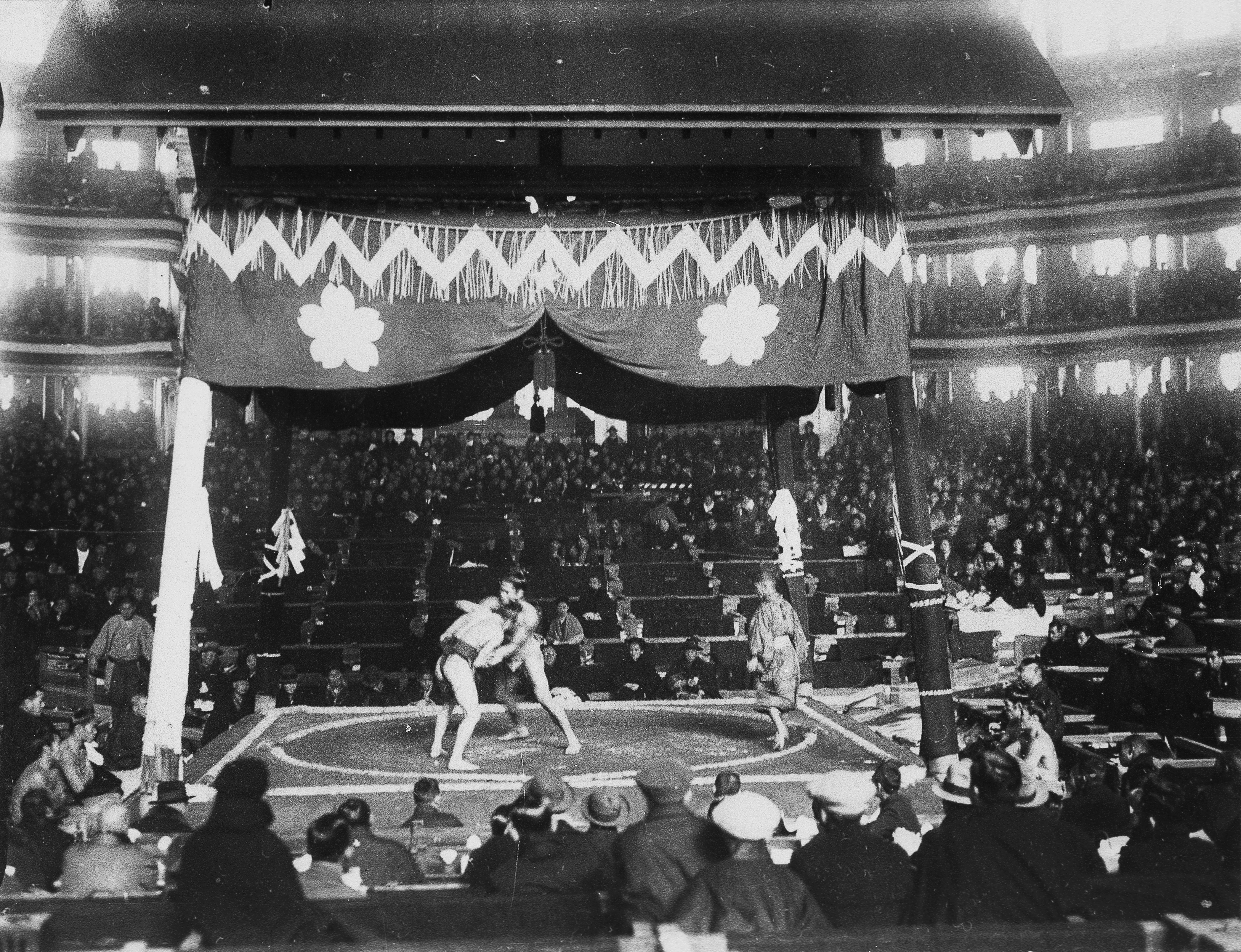
両国国技館の土俵（1910年）

土俵サイズは、1945年（昭和20年）の秋場所において4.84メートル（16尺） にしたが、力士会の反対で11月の一場所かぎりで径4.55メートル（15尺）の現在の土俵に変更された。
土俵上の四本柱も1952年（昭和27年）秋場所で廃止され吊屋根となった。
大相撲の土俵から四本柱を無くす際には、賛成派の意見として「土俵が見にくい」というものが、反対派の意見として「風格がなくなる」というものがあった。反対派の意見として理詰めなものとなれば「柱があることによって土俵内で動いている場所が分かるから、柱が動きを変えるめどになる」「突き飛ばされた時も、つかまって転落するのを防げるから危険防止になる」というものが見られた。

## 神事
土俵は、力士が入場の際に柏手を打つなど神がいる場所とされてきた。柏手については相撲の宗家である吉田司家の許可に基づいている。

### 大相撲
東京両国国技館の本場所前々日に野見宿禰神社（東京都墨田区）で日本相撲協会の幹部、審判部の幹部、相撲茶屋等関係者が集まり、出雲大社教神官の神事が執り行われる。
また、各場所の初日前日に日本相撲協会の幹部、審判委員の親方などを集めて土俵祭が行われる。
まず「土俵清祓いの儀」が行われる。土俵上の正面（北）に三本、左右に二本ずつの計七本の白幣を立て、神酒と神饌をのせた三宝を二つ供える。中央に祀られる三神は手力男命、建御雷神、野見宿禰である。祭主の立行司が祝詞を奏上するが、行司間で伝授されているもので口外しないものとされており、声は周囲には聞こえず口の中でつぶやくように唱える。
祭主の祝詞が終わると「開幣並びに瓶酒の儀」に移り、三神の左右に二本ずつ祀られていた白幣を四隅の俵に移して俵に神酒をかけ撤饌する。さらに立行司が大きな声で「方屋（かたや）祭文」を唱える「方屋開き」が行われるが、『相撲私記』によると1791年（寛政3年）6月11日の江戸幕府第11代将軍・徳川家斉の上覧相撲で吉田追風によって唱えられたものという。
この後、土俵中央にあけた穴に神饌（干し柿、搗栗、するめ、昆布）を埋めて瓶酒を徳俵にかける「埋め物の儀」が行われる。
これにより、千秋楽にその場所の新序出世力士によって行司を胴上げする「神送りの儀式」によって神を送るまでの間、土俵には神が宿るとされている。

### 大相撲での女人禁制
女性による神事相撲やかつて興行で行われていた女相撲、また相撲の近代スポーツ化のため女子への普及を目的として始まった女子相撲、日本相撲連盟・国際相撲連盟が統括するアマチュアの相撲大会の土俵には女性が上がることができる。
寺社の建立資金のために行われていた勧進相撲の職業団体が元となる日本相撲協会（大相撲）のみは、その伝統を重んじて土俵上を女人禁制としているが、以下のような事例から問題として取り上げられることがある。
- 1989年（平成元年）、森山真弓官房長官が総理大臣賜杯授与を行いたいと明言したが、日本相撲協会が拒否し、この際には女性差別問題を含め議論を呼んだ。
- 2004年（平成16年）、太田房江大阪府知事も知事杯授与を希望する旨表明したが、やはり相撲協会が難色を示し、知事杯の授与は男性副知事が代理して行われた。この決定に対し、大阪市内のNPO法人が性差別を助長する行為として太田府知事を相手取り、知事賞の費用を府に返還するよう求めた。「男女共同参画社会実現への積極性に欠けるとして政治的責任が議論される余地はあっても、性差別を助長する行為とはいえない」としてこの請求は棄却されたが、大阪府監査委員は「（代理授与は）決して好ましいこととは言えない」として知事賞の授与停止を検討するよう太田府知事に勧告した。
- 2018年（平成30年）4月4日、春巡業「大相撲舞鶴場所」（京都府舞鶴市）で、土俵上で挨拶していた市長の多々見良三がくも膜下出血で突然倒れた。観客の女性たち（看護師を含む）が土俵に上がってまっさきに救命処置を行った[24] が、これに対し日本相撲協会の行司が「女性は土俵から降りてください」「男性がお上がりください」と場内放送を行い、救命処置を中止させようとした[25][26][27]。この相撲協会の対応は大きな批判を呼び[28][29]、後に八角信芳理事長が謝罪する事態となった[25]。
- 2019年（令和元年）8月に東京青年会議所は「わんぱく相撲女子全国大会」を創設した[30]。わんぱく相撲の地方大会は地域の青年会議所が行っており、地域親善の色合いが強いことから女子の参加が認められていたが、優勝者が女子である場合に「わんぱく相撲全国大会」(会場は両国国技館・出場資格は男子のみ)に出場できない問題が生じていた[31]。このため女子の全国大会参加を要望する声があがっていたことから、それに応える形で創設されたものである。なお地域で行われている相撲大会に「少年少女相撲大会」は多く存在しており、16代井筒（元関脇・豊ノ島）はその現役の頃より自らの出身地の高知県宿毛市で「豊ノ島杯ちびっこ相撲大会」[32]、夫人の出身地である富山県高岡市で「豊ノ島杯県少年少女相撲大会」を行っている[33]。

## エピソード
- 1998年（平成10年）1月場所4日目、幕下取組の大鷹山-谷地戦で、谷地が肩から土俵下に落ちた際、正面黒房寄りの角に近い部分の土がぼこっと崩れて大きな穴が開いてしまった。この日は土俵の土が非常に乾いており、表面がカサカサになってヒビ割れたところに谷地が落ちたため崩れたらしい。取組には支障がないが、相撲が続く間は修復することができず、幕内取組の前に呼び出しがビール瓶で叩くなどして応急処置を施した。
- 台湾の桃園市大渓区では2017年9月、日本統治時代にあった土俵が復元された[34]。
- 土俵と床の間は段差になっており、徳俵に並行するように俵が埋められ（「二字口（にじくち）」と呼ばれる[35]）、力士は二字口に足をかけて土俵に上がる。極めて稀だが、力士の体重と体力によっては二字口を踏み上がれないこともある。大露羅敏は現役最終盤には太り過ぎと体力の低下から土俵を立って踏み上がることができず、這って土俵に上がっていた[36]。大露羅は引退を決めた理由の一つとして「これでは土俵に失礼」と挙げていた。